# Sprague Fire
Le Sprague Fire est un feu de forêt survenu en 2017 dans le Comté de Flathead, dans le Montana, aux États-Unis. Causé par la foudre, il a été initialement signalé le 10 août 2017, aux alentours de 21 h 30, à une quinzaine de kilomètres au nord-est de la localité de West Glacier.
L'incendie a ravagé 6 872 hectares et a quasiment détruit le Sperry Chalet situé dans le parc national de Glacier. Il n'a par ailleurs fait aucune victime.
Le 4 octobre 2017, les autorités annoncent que l'activité du feu de forêt est marginale, isolée sur quelques arbres qui continuent de se consumer. Si les équipes au sol sont rappelées, le feu de forêt reste néanmoins sous surveillance, en attendant que la zone soit totalement recouverte de neige.

## Contexte
Les mois de juillet et d'août 2017 ont été particulièrement chauds et sec dans le parc national de Glacier. Durant ces mois, West Glacier reçoit généralement près de 8 cm de précipitations, et a connu ses températures les plus élevées à la fin des années 70, début des années 80.
En date du 10 août 2017, la région avait cumulé moins de 1 cm de précipitation et connaissait des températures avoisinant les 30 degrés.
Partant de ce constat et au vu du risque élevé d'incendie, les managers du parc national de Glacier avaient décidé dès juillet d'essayer de contenir tous les départs de feu.

## Déroulement
Le 10 août 2017, un important orage s'est déplacer au travers du parc national de Glacier, provoquant plus de 150 éclairs.
À environ 21 h 30 ce soir-là, l'un de ces éclairs a frappé la zone avoisionnant le ruisseau Sprague, à environ 5 km du Lake McDonald Lodge. Alors qu'il revenait du lac Trout (en), un garde forestier a alors signalé ce qui sera le début du Sprague Fire.